# Gloria Katz
Gloria Katz (Los Angeles, Kalifornia, 1942. október 25. – Los Angeles, Kalifornia, 2018. november 25.) amerikai forgatókönyvíró, filmproducer.

## Filmjei
- Messiah of Evil (1973, producer is)
- American Graffiti (1973)
- Lucky Lady (1975)
- American Graffiti 2. (1979)
- French Postcards (1979, producer is)
- Indiana Jones és a végzet temploma (Indiana Jones and the Temple of Doom) (1984)
- A legjobb védekezés (Best Defense) (1984, producer is)
- Howard, a kacsa (Howard the Duck) (1986, producer is)
- Mothers, Daughters and Lovers (1989, tv-film producer is)
- Gyilkosság egyenes adásban (Radioland Murders) (1994)

## Magyarul
- Suzanne Weyn: Indiana Jones és a Végzet Temploma; történet George Lucas, Philip Kaufman, forgatókönyv Willard Huyck, Gloria Katz, ford. Rákócza Richárd; Lazi, Szeged, 2008 (Indiana Jones ifjúsági sorozat)